# Thorbjörn Holmqvist
Thorbjörn Holmqvist, född 19 november 1937 i Kåhög i Partille församling, är en svensk författare och utbildare och känd som trollkarlen och buktalaren Conny Ray.

## Biografi
I tolvårsåldern kom intresset för trolleri, och några år senare intresset för buktaleri. Efter skolan och handelsstudenten blev det anställning på bank samtidigt som han uppträdde på fritiden med sitt program Conny Ray TrolleriKalas och egen trollformel Hej Hej Conny Ray! 
Han har medverkat i TV: Stora Famnen med Lennart Hyland 1958, Vi i femman 1974, 1976 och 1998, Halvfemhuset 1980, Go'morron Sverige 1981/1982.
Han trollade och buktalade i De Okändas Revy på Lorensbergs Cirkus i Göteborg med Lasse Dahlquist 1961. Han var finalist i tidningen Året Runts talangjakt Riksparaden på Solliden som buktalare med Kanonkungen Jocke på Skansen, Stockholm 1965. Han hade trolleriskola på Liseberg, och medverkade i Go´morron Sverige under några år där han lärde ut trolleritrick till barn. Han medverkade i England på International Brotherhood of Magicians trollerikongress i Southport 1985.

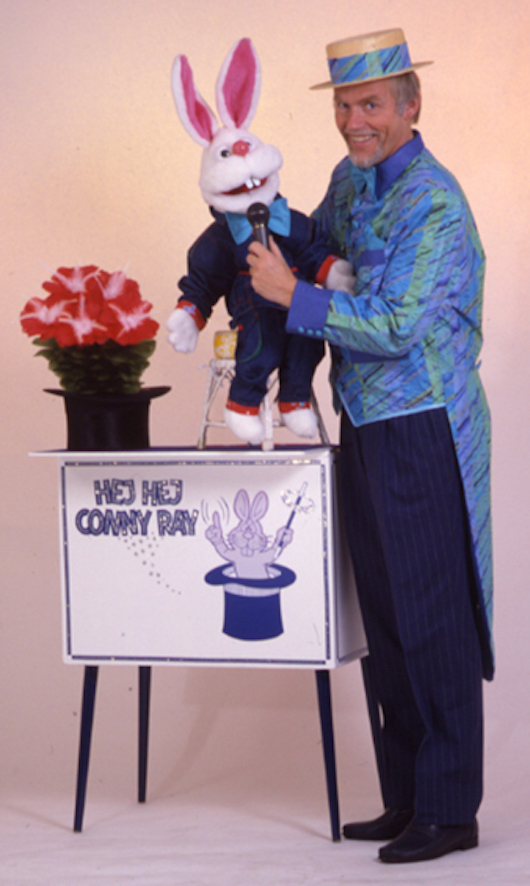
Conny Ray och Tokige Totte 1990

Han startade företaget TrollPennan 1982. Han producerade Conny Ray Trolleriskola på VHS-video 1985, och var inbjuden till USA som lärare på Clown Camp, världens största clownskola 1989. Han var ordförande i Göteborgs Magiska Klubb 1988 – 1990. Han utvecklade utbildning i presentationsteknik och muntlig framställning och skrev en bok för Liber 1989.

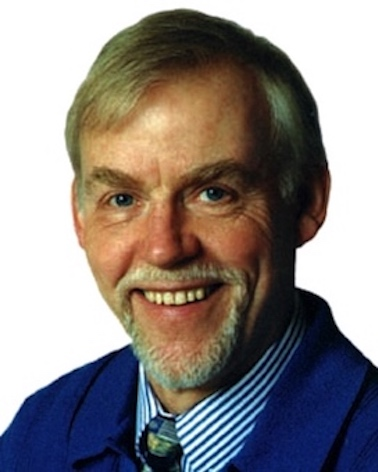
Thorbjörn Holmqvist 1994

## Utmärkelser
År 1985 fick han Svensk Magisk Cirkels förtjänsttecken i svart band. År 1991 Lerums Kommuns Kulturstipendium och år 2007 fick utmärkelsen Årets Trollkarl i Skandinavien. År 2000 blev han Årets Kal och tillsammans med Årets Ada och öppnade grindarna till Liseberg. År 2013 fick han som ende svensk hittills en cover story i The Linking Ring.  
Han presenterades i utländska medlemstidningar 1983 i The New Oracle – The Society of American Ventriloquists  år 1988 i The Laugh Makers – Magazine for Family & Kidshow Entertainers och 2013  i The Linking Ring - International Brotherhood of Magicians, med över tiotusen medlemmar i åttioåtta länder.

### Liber förlag
- 1989  Presentationsteknik[7]. Liber.
- 1995  Overheadboken[8]. Liber.
- 2000  Presentera med Datorstöd[9]. Liber. Tillsammans med Johan Kinnerfors.
- 2002  Presentera Mera[9]. Liber.

### Seminarium förlag
- 1992  Uppseendeväckande Utbildning[10]

### Kärnan förlag
- 1994 Conny Ray´s Trolleribok

BonnierCarlsen förlag - trolleriböcker
- 1989  Trolleriboken[11]
- 1991  Roligt med Spelkort[12]
- 1993  Roliga tricks med tändstickor[13]
- 1994  Trolla med snören och papper[14]

BonnierCarlsen förlag - aktivitetsböcker
- 1994  12 roliga roliga kortspel[15]
- 1995  16 roliga patienser[16]
- 1996  28 roliga trick och påhitt[17]
- 1997  30 nya trick och påhitt[18]

### Wezäta förlag
Trolla själv. Wezäta. 1982. Jay Marshall. Översättning Conny Ray.

### Egen utgivning
- 1980  En bok om barntrolleri[20]
- 1983  Childrens Magic Swedish Style
- 1985  Idébok för barntrollare
- 1985  Childrens Magic The Swedish Way
- 1986  Idébok för barntrollare 2
- 2005  Familjetrollarens Uppslagsbok[21]
- 2012 The Story of Conny Ray[22]